# زنت (آرکانزاس)
زنت (به انگلیسی: Zent) یک منطقهٔ مسکونی در ایالات متحده آمریکا است که در شهرستان مونرو، آرکانزاس واقع شده‌است. زنت  ۶۰٫۹۶ متر بالاتر از سطح دریا واقع شده‌است.